# Rutte (distilleerderij)
Rutte & Zn is een ambachtelijke distilleerderij uit de stad Dordrecht, in de Nederlandse provincie Zuid-Holland. 
De producten bestaan onder andere uit jenever, likeur en eau de vie. Naast jonge en oude jenever verkoopt Rutte ook  gelagerde oude jenever onder de namen Oude Vijf en Oude Twaalf. Daarnaast worden er allerlei seizoensgebonden producten gemaakt, zoals wildfruitlikeur en sleedoornlikeur. In totaal beslaat het assortiment zo'n 55 distillaten.
Rond 1830 vestigde Simon Rutte zich in Dordrecht en in 1872 betrok hij een pand in de Vriesestraat waar de distilleerderij en de winkel 6 generaties later nog gevestigd is. In de voormalige woonkamer is nu de Proefkamer en Museum Rutte ingericht.